# JEL-Klassifizierung
Die JEL-Klassifizierung ist ein Klassifizierungssystem aus der Wirtschaftswissenschaft. Mit den JEL-Klassifizierungen werden wirtschaftswissenschaftliche Fachaufsätze mit einer dreistelligen, alpha-numerischen Kennung klassifiziert. Es wurde von der American Economic Association als Klassifizierungssystem für das Fachjournal Journal of Economic Literature (JEL) erstellt, entwickelte sich dann jedoch zum Standard in der gesamten Disziplin.
Typischerweise schreiben Autoren wissenschaftlicher Aufsätze die JEL-Kennungen auf die Titelseite unter den Abstract, womit sie zum Paratext gehören.

## Hauptkategorien
Die JEL-Klassifizierung besteht aus 20 Hauptkategorien, die jeweils in mehrere Unterkategorien unterteilt sind:
- JEL: A – Allgemeine Wirtschaftswissenschaften und Didaktik der Wirtschaftswissenschaften
- JEL: B – Dogmengeschichte und Methodik der Wirtschaftswissenschaften und heterodoxe Ansätze
- JEL: C – Mathematische und quantitative Methoden
- JEL: D – Mikroökonomie
- JEL: E – Makroökonomie und monetäre Ökonomik, Geld- und Währungstheorie
- JEL: F – Außenwirtschaft
- JEL: G – Finanzwirtschaft
- JEL: H – Ökonomik des öffentlichen Sektors, Public economics
- JEL: I – Gesundheit, Bildung, Soziales
- JEL: J – Arbeitsökonomik, Bevölkerungsökonomik
- JEL: K – Recht und Wirtschaft
- JEL: L – Industrieökonomik
- JEL: M – Betriebswirtschaft; Marketing; Buchhaltung; Personalwesen
- JEL: N – Wirtschaftsgeschichte
- JEL: O – Wirtschaftliche Entwicklung, Innovation, Technischer Wandel, Wirtschaftswachstum
- JEL: P – Wirtschaftssysteme
- JEL: Q – Landwirtschaft, Ökonomik natürlicher Ressourcen, Umweltökonomik
- JEL: R – Stadt- und Regionalökonomik
- JEL: Y – Vermischtes
- JEL: Z – Andere Spezialgebiete

## Beispiel einer Unterkategorie
D8 – Information, Wissen und Unsicherheit
D80 – Information, Wissen und Unsicherheit: Allgemeines
D81 – Entscheidungskriterien bei Risiko und Unsicherheit
D82 – Asymmetrische und private Information; Mechanismus-Design-Theorie, Mechanismen-Entwurf
D83 – Suche (Suchtheorie); Lernen; Information und Wissen; Kommunikation; Glauben; Unwissenheit
D84 – Erwartungen; Spekulation
D85 – Netzwerkbildung und Analyse: Theorie
D86 – Vertragsökonomik: Theorie
D87 – Neuroökonomie
D89 – Information, Wissen und Unsicherheit: Sonstiges